# Anaphes stratipennis
Anaphes stratipennis är en stekelart som först beskrevs av Soyka 1954.  Anaphes stratipennis ingår i släktet Anaphes och familjen dvärgsteklar. Inga underarter finns listade i Catalogue of Life.